# Ptychochromis onilahy
Ptychochromis onilahy är en fiskart som beskrevs av Melanie L. J. Stiassny och Sparks 2006. Ptychochromis onilahy ingår i släktet Ptychochromis och familjen Cichlidae. Inga underarter finns listade i Catalogue of Life.